# آب‌نبات‌چوبی (ترانه لیل وین)
«آب‌نبات‌چوبی» (به انگلیسی: Lollipop) ترانه‌ای از رپر آمریکایی لیل وین با همراهی رپر درگذشته استاتیک میژور است. این ترانه در ۱۳ مارس ۲۰۸ به‌عنوان اولین تک‌آهنگ برای ششمین آلبوم استودیویی او منتشر شد. ترانه با موفقیت روبرو شد و در جدول ۱۰۰ آهنگ داغ بیلبورد ایالات متحده آمریکا به رتبه یک رسید.
این ترانه ۵ گواهی پلاتین از انجمن صنعت ضبط موسیقی ایالات متحده آمریکا دریافت کرد. با ۹٫۱ میلیون نسخه فروش تا ژانویه ۲۰۰۹، این ترانه به بهترین فروش دیجیتال تک‌آهنگ در جهان تبدیل شد.